# I'm Yours (canción de Elvis Presley)
«I'm Yours» («Soy tuyo») es una canción balada country grabada por Elvis Presley en 1961 que aparece en el álbum Pot Luck. La canción fue editada como disco sencillo en 1965, Fue compuesta por Don Robertson y Hal Blaine, convirtiéndose en un tema exitoso en la versión de Elvis, alcanzando el puesto # 1 de las listas  Billboard Adult Contemporary y Easy Listening al igual que las primeras posiciones en varios charts a nivel mundial. El sencillo fue certificado como disco de oro por la RIAA.

## Grabación y salida al mercado
«I'm Yours» fue grabada por Presley en el estudio B de RCA en Nashville, Tennessee el 26 de junio de 1961. Fue recién para 1965 donde se editó en formato de disco simple como cara A con «It's a Long Lonely Highway» en la cara B. La masterización de la canción se llevó a cabo a través de varias tomas donde se extrajo la música por un lado, la voz de Elvis cantando la letra por otro y finalmente la voz de Elvis recitando una parte de la letra a partir de una toma diferente.
El tema formó parte años después de su grabación para el álbum «Pot Luck», de la banda de sonido de la película «Tickle to Me», ya que la idea del Coronel Tom Parker y la del mismo Elvis era la de realizar una película con el menor costo de producción posible como modo de colaborar con el estudio Allied Artists Pictures que se encontraba atravesando un colapso financiero.

## Músicos de la sesión
- Elvis Presley – voz principal
- Scotty Moore – guitarra rítmica
- Hank Garland - primera guitarra
- Floyd Cramer – piano, órgano
- Bob Moore – contrabajo
- Millie Kirkham – coros
- The Jordanaires – coros

## Posicionamiento enistas
| Listas (1965)                   | Posición alcanzada |
| ------------------------------- | ------------------ |
| Bélgica (Flanders)              | 8                  |
| Canadá                          | 2                  |
| US Billboard Adult Contemporary | 1                  |
| Billboard Easy Listening        | 1                  |
| US Billboard Hot 100            | 11                 |
| US Keener                       | 7                  |

## Ediciones
- «I'm Yours» / «It's a Long Lonely Highway»  (sencillo) RCA 47-8657 - 1965

- Pot Luck with Elvis (álbum) RCA - 1962
- Tickle to Me (EP) RCA - 1965 [6]

## En la cultura popular
En 1992 la RIAA certificó con un disco de oro el sencillo 110 discos de oro y platino varios discos de Elvis, entre ellos el sencillo «Im Yours» / «It's a Long Lonely Highway»  siendo esa la mayor entrega de premios dada a un artista en la historia de la música por parte de la compañía.